# Boxning vid olympiska sommarspelen 2024
Boxning vid olympiska sommarspelen 2024 arrangerades mellan 27 juli och 10 augusti 2024. De första omgångarna avgjordes i Arena Paris Nord i Villepinte och semifinalerna, bronsmatcherna och finalerna avgjordes i Stade Roland Garros i Paris i Frankrike. Totalt 13 grenar fanns på programmet.
Internationella olympiska kommittén tillkännagav i juni 2022 att International Boxing Association inte tilläts att organisera tävlingarna.

## Medaljörer
| Damer                          | Guld                         | Silver                     | Brons                           |
| Flugvikt (50 kg) Detaljer...   | Wu Yu Kina                   | Buse Naz Çakıroğlu Turkiet | Nazym Kyzaibay Kazakstan        |
| Flugvikt (50 kg) Detaljer...   | Wu Yu Kina                   | Buse Naz Çakıroğlu Turkiet | Aira Villegas Filippinerna      |
| Bantamvikt (54 kg) Detaljer... | Chang Yuan Kina              | Hatice Akbaş Turkiet       | Pang Chol-mi Nordkorea          |
| Bantamvikt (54 kg) Detaljer... | Chang Yuan Kina              | Hatice Akbaş Turkiet       | Im Ae-ji Sydkorea               |
| Fjädervikt (57 kg) Detaljer... | Lin Yu-ting Kinesiska Taipei | Julia Szeremeta Polen      | Esra Yıldız Turkiet             |
| Fjädervikt (57 kg) Detaljer... | Lin Yu-ting Kinesiska Taipei | Julia Szeremeta Polen      | Nesthy Petecio Filippinerna     |
| Lättvikt (60 kg) Detaljer...   | Kellie Harrington Irland     | Yang Wenlu Kina            | Wu Shih-yi Kinesiska Taipei     |
| Lättvikt (60 kg) Detaljer...   | Kellie Harrington Irland     | Yang Wenlu Kina            | Beatriz Ferreira Brasilien      |
| Weltervikt (66 kg) Detaljer... | Imane Khelif Algeriet        | Yang Liu Kina              | Janjaem Suwannapheng Thailand   |
| Weltervikt (66 kg) Detaljer... | Imane Khelif Algeriet        | Yang Liu Kina              | Chen Nien-chin Kinesiska Taipei |
| Mellanvikt (75 kg) Detaljer... | Li Qian Kina                 | Atheyna Bylon Panama       | Caitlin Parker Australien       |
| Mellanvikt (75 kg) Detaljer... | Li Qian Kina                 | Atheyna Bylon Panama       | Cindy Ngamba Flyktingidrottare  |

| Herrar                             | Guld                               | Silver                             | Brons                                    |
| Flugvikt (51 kg) Detaljer...       | Hasanboy Dusmatov Uzbekistan       | Billal Bennama Frankrike           | Junior Alcántara Dominikanska republiken |
| Flugvikt (51 kg) Detaljer...       | Hasanboy Dusmatov Uzbekistan       | Billal Bennama Frankrike           | Daniel Varela de Pina Kap Verde          |
| Fjädervikt (57 kg) Detaljer...     | Abdumalik Khalokov Uzbekistan      | Munarbek Seiitbek Uulu Kirgizistan | Charlie Senior Australien                |
| Fjädervikt (57 kg) Detaljer...     | Abdumalik Khalokov Uzbekistan      | Munarbek Seiitbek Uulu Kirgizistan | Javier Ibáñez Bulgarien                  |
| Lättvikt (63,5 kg) Detaljer...     | Erislandy Álvarez Kuba             | Sofiane Oumiha Frankrike           | Wyatt Sanford Kanada                     |
| Lättvikt (63,5 kg) Detaljer...     | Erislandy Álvarez Kuba             | Sofiane Oumiha Frankrike           | Lasja Guruli Georgien                    |
| Weltervikt (71 kg) Detaljer...     | Asadkhuja Muydinkhujaev Uzbekistan | Marco Verde Mexiko                 | Omari Jones USA                          |
| Weltervikt (71 kg) Detaljer...     | Asadkhuja Muydinkhujaev Uzbekistan | Marco Verde Mexiko                 | Lewis Richardson Storbritannien          |
| Lätt tungvikt (80 kg) Detaljer...  | Oleksandr Chyzjnjak Ukraina        | Nurbek Oralbay Kazakstan           | Cristian Pinales Dominikanska republiken |
| Lätt tungvikt (80 kg) Detaljer...  | Oleksandr Chyzjnjak Ukraina        | Nurbek Oralbay Kazakstan           | Arlen López Kuba                         |
| Tungvikt (92 kg) Detaljer...       | Lazizbek Mullojonov Uzbekistan     | Loren Alfonso Azerbajdzjan         | Enmanuel Reyes Spanien                   |
| Tungvikt (92 kg) Detaljer...       | Lazizbek Mullojonov Uzbekistan     | Loren Alfonso Azerbajdzjan         | Davlat Boltaev Tadzjikistan              |
| Supertungvikt (+92 kg) Detaljer... | Bakhodir Jalolov Uzbekistan        | Ayoub Ghadfa Spanien               | Nelvie Tiafack Tyskland                  |
| Supertungvikt (+92 kg) Detaljer... | Bakhodir Jalolov Uzbekistan        | Ayoub Ghadfa Spanien               | Djamili-Dini Aboudou Moindze Frankrike   |

Denna tabell: visa • redigera

## Medaljtabell
*   Värdland ( Frankrike)
| Nr                   | Nation                  | Guld | Silver | Brons | Totalt |
| -------------------- | ----------------------- | ---- | ------ | ----- | ------ |
| 1                    | Uzbekistan              | 5    | 0      | 0     | 5      |
| 2                    | Kina                    | 3    | 2      | 0     | 5      |
| 3                    | Kinesiska Taipei        | 1    | 0      | 2     | 3      |
| 4                    | Kuba                    | 1    | 0      | 1     | 2      |
| 5                    | Ukraina                 | 1    | 0      | 0     | 1      |
| 5                    | Algeriet                | 1    | 0      | 0     | 1      |
| 5                    | Irland                  | 1    | 0      | 0     | 1      |
| 8                    | Frankrike*              | 0    | 2      | 1     | 3      |
| 8                    | Turkiet                 | 0    | 2      | 1     | 3      |
| 10                   | Spanien                 | 0    | 1      | 1     | 2      |
| 10                   | Kazakstan               | 0    | 1      | 1     | 2      |
| 12                   | Azerbajdzjan            | 0    | 1      | 0     | 1      |
| 12                   | Kirgizistan             | 0    | 1      | 0     | 1      |
| 12                   | Polen                   | 0    | 1      | 0     | 1      |
| 12                   | Panama                  | 0    | 1      | 0     | 1      |
| 12                   | Mexiko                  | 0    | 1      | 0     | 1      |
| 17                   | Australien              | 0    | 0      | 2     | 2      |
| 17                   | Filippinerna            | 0    | 0      | 2     | 2      |
| 17                   | Dominikanska republiken | 0    | 0      | 2     | 2      |
| 20                   | Brasilien               | 0    | 0      | 1     | 1      |
| 20                   | Kap Verde               | 0    | 0      | 1     | 1      |
| 20                   | Tyskland                | 0    | 0      | 1     | 1      |
| 20                   | Thailand                | 0    | 0      | 1     | 1      |
| 20                   | Kanada                  | 0    | 0      | 1     | 1      |
| 20                   | ROA                     | 0    | 0      | 1     | 1      |
| 20                   | Nordkorea               | 0    | 0      | 1     | 1      |
| 20                   | Sydkorea                | 0    | 0      | 1     | 1      |
| 20                   | Bulgarien               | 0    | 0      | 1     | 1      |
| 20                   | USA                     | 0    | 0      | 1     | 1      |
| 20                   | Tadzjikistan            | 0    | 0      | 1     | 1      |
| 20                   | Storbritannien          | 0    | 0      | 1     | 1      |
| 20                   | Georgien                | 0    | 0      | 1     | 1      |
| Totalt (32 nationer) | Totalt (32 nationer)    | 13   | 13     | 26    | 52     |